# Stadtarchiv Bergisch Gladbach
Das Stadtarchiv Bergisch Gladbach ist ein kommunales Archiv, das die historische Überlieferung der nordrhein-westfälischen Stadt Bergisch Gladbach sichert und sie der Öffentlichkeit zugänglich macht. Das Archiv befasst sich außerdem mit der Stadtgeschichte von Bensberg, das bis Ende 1974 selbständig war und zum 1. Januar 1975 mit Bergisch Gladbach vereinigt wurde. Die ältesten Bestände des Stadtarchivs reichen bis in das 16. Jahrhundert zurück. Aufbewahrt wird behördliches, aber auch nicht-behördliches Archivgut aus der Geschichte der Städte Bergisch Gladbach (alte und neue Stadt) und Bensberg sowie ihrer Wohnplätze und Vorgängergemeinden.
Das Stadtarchiv befindet sich im Gustav-Lübbe-Haus, Scheidtbachstraße 23 in 51469 Bergisch Gladbach.

## Das Archiv

### Allgemeines
Das Stadtarchiv bewahrt Akten, Fotos, Zeitungen, Pläne, Plakate, Bücher und andere Unterlagen zur Geschichte der Stadt Bergisch Gladbach auf. Die Akten sind in einzelnen Beständen zusammengefasst, die nach den jeweiligen Behörden, Organisationen und Personen angelegt und benannt sind. In der Beständeübersicht, die auch online zur Verfügung steht, können allgemeine Informationen über diese Bestände abgerufen werden, wie die Zahl der Archivalien, der Zeitraum und die Themenbereiche und Verwaltungsaufgaben.
Rechtliche Grundlage der Archivbenutzung durch die Öffentlichkeit ist die Archivbenutzungssatzung von 1994, die zwischenzeitlich durch mehrere Nachträge geändert bzw. ergänzt wurde. Die Archivunterlagen können nach terminlicher Vereinbarung während der Öffnungszeiten des Stadtarchivs eingesehen werden, wofür ein Lesesaal zur Verfügung steht. Die Zeitungen sind größtenteils auf Mikrofilm verfügbar. Das Stadtarchiv verfügt über zahlreiche Luftbilder aus den 1950er- und 1960er-Jahren mit Motiven aus dem Gebiet der damaligen Städte Bergisch Gladbach und Bensberg.
Das Archiv gibt seit 1988 eine eigene Buchreihe zur Geschichte der Stadt heraus (siehe Publikationen).

### Allgemeine Archivtektonik
- Abteilung 1: Ältester Bestand, 1585 bis 1806
  - Amt Porz
- Abteilung 2: Verwaltungsbestände 1806–1974
  - (Bergisch) Gladbach
    - Verwaltung, Rat, Ausschüsse
    - Schulen
    - Behörden und Körperschaften

  - Bensberg
    - Verwaltung, Rat, Ausschüsse
    - Schulen
    - Behörden und Körperschaften
- Abteilung 3: Verwaltungsbestände Stadt Bergisch Gladbach ab 1975
  - Verwaltung, Rat, Ausschüsse
  - Schulen
  - Städtische Gesellschaften und Betriebe
- Abteilung 4: Vor-, Nachlässe, themenbezogene private Sammlungen
- Abteilung 5: Sammlungsgut
  - Karten, Pläne, Ansichten
  - Abbildungen und Fotos
  - Filme und Tondokumente
  - Zeitungen und Zeitungsausschnitte
  - Plakate
  - Gegenständliches, Museales
  - Dokumentationsmaterialien des Archivs
  - Flyer, Prospekte, graue Literatur
  - Geldscheine
- Abteilung 6: Vereine, Firmen, Parteien
  - Vereine
  - Firmen
  - Politische Gruppierungen
- Abteilung 7: Bibliotheksgut, Zeitschriften, Magazine
- Abteilung 8: Fremdprovenienzen

### Personal
Neben der Archivleitung gibt es drei hauptamtliche Mitarbeitende.

## Publikationen
In der Reihe Beiträge zur Geschichte der Stadt Bergisch Gladbach sind von 1988 an 12 Bände erschienen. Der Band 9 mit dem Titel Bergisch Gladbacher Stadtgeschichte, der 2006 anlässlich des 150-jährigen Jubiläums der Verleihung der Stadtrechte nach der Rheinischen Städteordnung an die Gemeinde Gladbach herausgegeben wurde, gilt inzwischen als Standardwerk zur Stadtgeschichte von Bergisch Gladbach. Im Einzelnen sind folgende Werke herausgegeben worden:
- Band 1: Johann Paul: Vom Volksrat zum Volkssturm. Bergisch Gladbach und Bensberg 1918-1945. Bergisch Gladbach 1988, ISBN 3-87314-211-2.
- Band 2: Anton Jux: Das Bergische Botenamt Gladbach. Bergisch Gladbach 1992, ISBN 3-87314-261-9. (Faksimile der Ausgabe von 1964)
- Band 3: Andree Schulte: Bergisch Gladbach. Stadtgeschichte in Straßennamen. Bergisch Gladbach 1995, ISBN 3-9804448-0-5.
- Band 4: Ehrenmal und Ärgernis. Schüler erforschen Bergisch Gladbacher Kriegsdenkmäler. Bergisch Gladbach 1997, ISBN 3-9804448-1-3.
- Band 5: Schule in Bergisch Gladbach und Bensberg 1815-1918. Bergisch Gladbach 1998, ISBN 3-9804448-2-1.
- Band 6: Peter Köster: Städte-Ehe. Die Neugliederung von Bensberg und Bergisch Gladbach 1964-1976, Bergisch Gladbach 1999, ISBN 3-9804448-3-X.
- Band 7: Albert Eßer, Wolfgang Vomm: Gerichtete Blicke. Bergisch Gladbach in alten Fotografien von Vinzenz Feckter. Bergisch Gladbach 1999, ISBN 3-9804448-4-8.
- Band 8: Gerhard Geurts: Karren, Kessel und Granaten. Geschichte der Metallindustrie in Bergisch Gladbach. Bergisch Gladbach 2000, ISBN 3-9804448-5-6.
- Band 9: Bergisch Gladbacher Stadtgeschichte. Herausgegeben im Auftrag der Stadt Bergisch Gladbach von Albert Eßer; Bergisch Gladbach 2006, ISBN 3-9804448-6-4.
- Band 10: Hans Leonhard Brenner, Albert Eßer: Das Rathaus Stadtmitte in Bergisch Gladbach. Bergisch Gladbach 2006, ISBN 3-9804448-7-2.
- Band 11: Myrle Dziak-Mahler, Albert Eßer, Lothar Speer (Hrsg.): „Intoleranz gegen alles andere!“ Quellen zur Bergisch Gladbacher Stadtgeschichte 1933-1945. Bergisch Gladbach 2008, ISBN 978-3-9804448-8-0.
- Band 12: Myrle Dziak-Mahler, Albert Eßer, Lothar Speer (Hrsg.): „Intoleranz gegen alles andere!“ Hilfen für die Unterrichtsplanung zu den Quellen 1933-1945. unter Mitwirkung von Marco Berscheidt, 2008.